# Parada de Universitat (TRAM Alicante)
Universitat es una estación del TRAM Metropolitano de Alicante donde presta servicio la línea 2. Está situada en la zona sur del casco urbano de San Vicente del Raspeig, junto a una de las entradas a la Universidad de Alicante.

## Localización y características
Se encuentra ubicada en la calle Alicante, frente a la Universidad. En esta parada se detienen los tranvías de la línea 2. Dispone de dos andenes y dos vías.

## Líneas y conexiones
| << Cabecera | < Estación   | Línea | Estación >              | Cabecera >>             |
| ----------- | ------------ | ----- | ----------------------- | ----------------------- |
| Luceros     | Santa Isabel |       | Sant Vicent del Raspeig | Sant Vicent del Raspeig |